# タウンズビル駅
タウンズビル駅（英語：Townsville railway station）はオーストラリア・クイーンズランド州タウンズビルにあるクイーンズランド鉄道ノース・コースト線の駅。

## 利用可能な鉄道路線／列車
クイーンズランド鉄道トラベルトレインの停車する列車は下記の通り。
ブリスベンとケアンズ間の夜行長距離列車スピリット・オブ・クイーンズランド号 …ブリスベン方面 火・水・木・土・日、ケアンズ方面 月・水・木・金・日 停車 
タウンズビルとマウント・アイザ間の夜行長距離列車ジ・インランダー号 …マウント・アイザ方面 水・土 出発 